# Isabella De Bernardi
Isabella Bernardi, nota anche come Isabella De Bernardi (Roma, 12 luglio 1963 – Milano, 26 maggio 2021), è stata un'attrice e pubblicitaria italiana.

## Biografia
Seconda figlia, dopo la sorella Guendalina, dello sceneggiatore Piero, crebbe nell'attico familiare di via Roncegno, nel quale il padre riceveva i protagonisti del cinema italiano per scrivere le sceneggiature. Studentessa del Ginnasio Liceo T. Mamiani, venne notata da Carlo Verdone, il quale un mattino del 1979 durante la stesura della sceneggiatura della propria opera prima Un sacco bello l'aveva sentita litigare con la sorella (rea di averla svegliata) con la sua tipica voce strascicata, perfetta per impersonare la ragazza hippy del film, Fiorenza. Con Verdone esordì quindi al cinema, recitando nel set allestito proprio nell'attico familiare. Recitò poi con Alberto Sordi ne Il marchese del Grillo di Mario Monicelli, per poi tornare sotto la guida di Verdone in Borotalco (1982). Dal film successivo, Io so che tu sai che io so (1982) di e con Alberto Sordi, artisticamente iniziò ad anteporre al proprio cognome il "De", come già faceva suo padre.
Nel 1984 si iscrisse all'Istituto Europeo di Design di Roma, al corso di Graphic design. Nel 1986 tornò a recitare, partecipando alla prima stagione della serie TV I ragazzi della 3ª C, interpretando il personaggio di Luana. Nel 1987 si diplomò allo IED, e a settembre iniziò a lavorare da art director presso la sede romana dell'agenzia pubblicitaria Bozell, Jacobs, Kenyon & Eckhardt. Recitò per l'ultima volta nuovamente in una pellicola di Verdone: Il bambino e il poliziotto (1989).
Quindi da gennaio 1990 iniziò a lavorare a tempo pieno nella pubblicità, da art director per l'agenzia Pirella Göttsche Lowe, prima da Roma e poi dal 1992 presso la sede principale di Milano, città in cui si stabilì. Si sposò con un collega pubblicitario, Roberto Pizzigoni, ed ebbe i figli Giovanni (1994) e Vittorio (1997). Concluso il 2001 si dedicò interamente alla famiglia, per poi riprendere a lavorare con il 2003, da vice direttore creativo dell'agenzia Young & Rubicam; con questo incarico nel 2004 ideò lo spot Gandhi, per Telecom Italia, con la collaborazione fra gli altri di suo marito Roberto e diretto da Spike Lee, premiato l'anno seguente al Festival internazionale della creatività Leoni di Cannes. Nel 2010 si separò dal marito. Nel giugno 2012 ritornò allo stesso festival da giurata, e lunedì 26 novembre lo spot Gandhi, da lei ideato, venne premiato come miglior spot italiano di sempre al Key Award. Dal 2013 lavorava come freelance. Divenne poi compagna del videomaker Alessandro Soetje.
A maggio 2017 il Ministero dell'interno le affidò la campagna pubblicitaria Aware Migrants, per mostrare agli africani i rischi del viaggio clandestino verso l'Europa, campagna poi premiata a settembre a New York ai Clio Awards.
Dopo essere apparsa a fine gennaio 2020 in alcuni talk show Rai in occasione del quarantennale di Un sacco bello, è morta di tumore a Milano il 26 maggio 2021, a 57 anni. Il funerale si è tenuto tre giorni dopo nella basilica di San Simpliciano. È stata poi tumulata in un colombaro al cimitero monumentale di Milano.
Nel 2022 è stato creato in sua memoria, a cura del compagno Alessandro, il premio pubblicitario al femminile "La Premia Isa - Il premio Isabella Bernardi per le professioniste della comunicazione".

## Filmografia
- Un sacco bello, regia di Carlo Verdone (1980)
- Il marchese del Grillo, regia di Mario Monicelli (1981)
- Borotalco, regia di Carlo Verdone (1982)
- Io so che tu sai che io so, regia di Alberto Sordi (1982)
- I ragazzi della 3ª C – serie TV, 6 episodi (1987)
- Il bambino e il poliziotto, regia di Carlo Verdone (1989)